# سن سالوادور، ایدالگو
سان سالوادور شهری در ایالت ایدالگو واقع در شرق کشور مکزیک است. این شهر یکی از شهرداریهای ایالت ایدالگو است.
طبق سرشماری که در سال ۲۰۰۵ میلادی انجام شد، جمعیت این شهر ۲۸٬۶۳۷ نفر است.